# توم نيومان
توم نيومان (بالإنجليزية: Tom Neumann)‏ هو لاعب كرة قدم أمريكية أمريكي، ولد في 4 مارس 1940 في مينوموني في الولايات المتحدة.

## وصلات خارجية
- توم نيومان على موقع مرجع كرة القدم المحترفة.كوم (الإنجليزية)